# Stanhope (Terre-Neuve-et-Labrador)
Pour les articles homonymes, voir Stanhope.
Stanhope est une municipalité, située sur l'Île de Terre-Neuve, dans la province de Terre-Neuve-et-Labrador, au Canada. 